# 祐木毅
祐木 毅（ゆうき たけし、1968年7月6日 - ）は、新潟県出身の元バスケットボール選手である。ポジションはパワーフォワード。200cm。
今は浦和北高校で体育教師を務めている

## 来歴
新潟南高校、筑波大学から熊谷組に入社。
休部後は、アイシン、ボッシュと渡り歩く。
全日本のメンバーとして1994年アジア競技大会や1998年世界選手権に出場。
ボッシュ休部を機に第一線から退き、埼玉県立浦和北高等学校の教諭を務め、教員連盟の大会にも参加している。

## 経歴
- 新潟南高校 - 筑波大学 - 熊谷組（1991年〜1994年） - アイシン（1994年〜1999年） - ゼクセル/ボッシュ（1999年〜2002年）
- 現在は埼玉県で高校の教員をしている。

## 日本代表歴
- 1994年アジア大会
- 1998年世界選手権